# Susanne Schlünder
Susanne Schlünder ist eine deutsche Romanistin.

## Leben
Nach dem Studium der Romanistik und Neueren Geschichte in Düsseldorf, Nantes und Madrid und der Promotion an der Universität Siegen war sie wissenschaftliche Mitarbeiterin/ Assistentin an Universitäten in Siegen und Stuttgart sowie an der Humboldt-Universität zu Berlin. Von 2006 bis 2012 lehrte sie als Juniorprofessorin an der Universität Osnabrück. Nach einem Forschungsaufenthalt an der Fondation Maison des Sciences de l’Homme und der Habilitation an der Humboldt-Universität zu Berlin 2011 war sie seit 2012 Professorin für französische und spanische Literaturwissenschaft an der Universität Osnabrück.
Ihre Arbeitsschwerpunkte sind spanische Literatur und Kultur des 18. Jahrhunderts; aktuelle französische, spanische und hispanoamerikanische Romane; kultur- und medientheoretische sowie wahrnehmungsästhetische Fragestellungen; Erinnerungskulturen und Environmental Humanities.

## Schriften (Auswahl)
- Karnevaleske Körperwelten Francisco Goyas. Zur Intermedialität der Caprichos. Tübingen 2002, ISBN 3-86057-531-7.
- mit Matei Chihaia (Hg.): Extensiones del ser humano. Funciones de la reflexión mediática en la narrativa actual española. Madrid 2014, ISBN 978-84-8489-746-0.
- mit Rike Bolte und Jenny Haase (Hgg.): La Hispanística y los desafíos de la globalización en el siglo XXI. Posiciones, negociaciones y códigos en las redes transatlánticas. Madrid 2018, ISBN 3-95487-963-8.
- mit Andrea Stahl (Hg.): Affektökonomien. Konzepte und Kodierungen im 18. und 19. Jahrhundert. Paderborn 2018, ISBN 3-7705-6124-4.